# Euphyia kendeffyi
Euphyia kendeffyi är en fjärilsart som beskrevs av Dioszeghy 1930. Euphyia kendeffyi ingår i släktet Euphyia och familjen mätare. Inga underarter finns listade i Catalogue of Life.